# Подгруппа азота
Подгру́ппа азо́та, или пниктоге́ны, также пникти́ды — химические элементы 15-й группы периодической таблицы химических элементов (по устаревшей классификации — элементы главной подгруппы V группы).
В группу входят азот N, фосфор P, мышьяк As, сурьма Sb, висмут Bi и искусственно полученный радиоактивный московий Mc. Элементы главной подгруппы V группы имеют пять электронов на внешнем электронном уровне. В целом характеризуются как неметаллы. Способность к присоединению электронов выражена значительно слабее, по сравнению с халькогенами и галогенами. Все элементы подгруппы азота имеют электронную конфигурацию внешнего энергетического уровня атома ns²np³ и могут проявлять в соединениях степени окисления от −3 до +5. Вследствие относительно меньшей электроотрицательности связь с водородом менее полярна, чем связь с водородом халькогенов и галогенов. Водородные соединения этих элементов не отщепляют в водном растворе ионы водорода, иными словами, не обладают кислотными свойствами. Первые представители подгруппы — азот и фосфор — типичные неметаллы, мышьяк и сурьма проявляют металлические свойства, висмут — типичный металл. Таким образом, в данной группе резко изменяются свойства составляющих её элементов: от типичного неметалла до типичного металла. Химия этих элементов очень разнообразна и, учитывая различия в свойствах элементов, при изучении её разбивают на две подгруппы — подгруппу азота и подгруппу мышьяка. Редко используемое альтернативное название этой группы элементов — пниктогены, в переводе с греческого языка означает удушающий, что больше относилось к первому элементу группы — азоту, который, несмотря на безвредность, не поддерживает горения и дыхания. Однако данное название в целом хорошо характеризует данную группу элементов, так как большинство из них, как в виде простого вещества, так и в виде соединений очень ядовиты.
| Азот | Фосфор | Мышьяк | Сурьма | Висмут |
| ---- | ------ | ------ | ------ | ------ |
|      |        |        |        |        |

## Свойства элементов подгруппы азота и простых веществ

### Азот
| N        | 7 |
| 14,00674 |   |
| 2s22p3;  |   |
| Азот     |   |

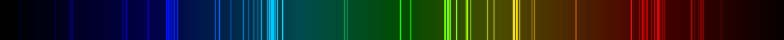
Оптический линейчатый эмиссионный спектр азота

Азот — бесцветный газ, не имеющий запаха, безвреден, не поддерживает дыхание и горение, мало растворим в воде (2,3 мл/100г при 0 °C, 0,8 мл/100г при 80 °C).
Также может быть и в жидком состоянии, при температуре кипения (−195,8 °C) — бесцветная жидкость. При контакте с воздухом поглощает кислород.
При температуре в −209,86 °C азот переходит в твердое состояние в виде снега. При контакте с воздухом поглощает кислород, при этом плавится, образуя раствор кислорода в азоте.

### Фосфор
| P         | 15 |
| 30,973762 |    |
| 3s23p3    |    |
| Фосфор    |    |

Фосфор — неметалл, в чистом виде имеет 4 аллотропные модификации:
- Белый фосфор — самая химически активная модификация фосфора. Имеет молекулярное строение; формула P4, форма молекулы — тетраэдр. По внешнему виду белый фосфор очень похож на очищенный воск или парафин, легко режется ножом и деформируется от небольших усилий. Температура плавления 44,1 °C, плотность 1823 кг/м³. Чрезвычайно химически активен. Например, он медленно окисляется кислородом воздуха уже при комнатной температуре и светится (бледно-зелёное свечение). Явление такого рода свечения вследствие химических реакций окисления называется хемилюминесценцией (иногда ошибочно фосфоресценцией). Ядовит, летальная доза белого фосфора для взрослого мужчины составляет 0,05—0,1 г.
- Красный фосфор — представляет собой полимер со сложной структурой. Имеет формулу Pn. В зависимости от способа получения и степени дробления красного фосфора, имеет оттенки от пурпурно-красного до фиолетового, а в литом состоянии — тёмно-фиолетовый с медным оттенком металлический блеск. Красный фосфор на воздухе не самовоспламеняется, вплоть до температуры 240—250 °С (при переходе в белую форму во время возгонки), но самовоспламеняется при трении или ударе, у него полностью отсутствует явление хемолюминесценции. Нерастворим в воде, а также в бензоле, сероуглероде и других, растворим в трибромиде фосфора. При температуре возгонки красный фосфор превращается в пар, при охлаждении которого образуется в основном белый фосфор. Ядовитость его в тысячи раз меньше, чем у белого, поэтому он применяется гораздо шире, например, в производстве спичек (составом на основе красного фосфора покрыта тёрочная поверхность коробков). Плотность красного фосфора также выше, и достигает 2400 кг/м³ в литом виде. При хранении на воздухе красный фосфор в присутствии влаги постепенно окисляется, образуя гигроскопичный оксид, поглощает воду и отсыревает («отмокает»), образуя вязкую фосфорную кислоту; поэтому его хранят в герметичной таре. При «отмокании» — промывают водой от остатков фосфорных кислот, высушивают и используют по назначению.
- Чёрный фосфор — это наиболее стабильная термодинамически и химически наименее активная форма элементарного фосфора. Впервые чёрный фосфор был получен в 1914 году американским физиком П. У. Бриджменом из белого фосфора в виде чёрных блестящих кристаллов, имеющих высокую (2690 кг/м³) плотность. Для проведения синтеза чёрного фосфора Бриджмен применил давление в 2×109 Па (20 тысяч атмосфер) и температуру около 200 °С. Начало быстрого перехода лежит в области 13 000 атмосфер и температуре около 230 °С. Чёрный фосфор представляет собой чёрное вещество с металлическим блеском, жирное на ощупь и весьма похожее на графит, совершенно нерастворимое в воде и в органических растворителях. Поджечь чёрный фосфор можно, только предварительно сильно раскалив в атмосфере чистого кислорода до 400 °С. Чёрный фосфор проводит электрический ток и имеет свойства полупроводника. Температура плавления чёрного фосфора 1000 °С под давлением 18×105 Па.
- Металлический фосфор. При 8,3×1010 Па чёрный фосфор переходит в новую, ещё более плотную и инертную металлическую фазу с плотностью 3,56 г/см³, а при дальнейшем повышении давления до 1,25×1011 Па — ещё более уплотняется и приобретает кубическую кристаллическую решётку, при этом его плотность возрастает до 3,83 г/см³. Металлический фосфор очень хорошо проводит электрический ток.

### Мышьяк
| As      | 33 |
| 74,9216 |    |
| 4s24p3  |    |
| Мышьяк  |    |

Мышьяк — химический элемент 15-й группы (по устаревшей классификации — главной подгруппы пятой группы) четвёртого периода периодической системы; имеет атомный номер 33, обозначается символом As. Простое вещество представляет собой хрупкий полуметалл стального цвета. Чрезвычайно токсичен. Мышьяк существует в нескольких аллотропических модификациях. Наиболее устойчив при обычных условиях и при нагревании металлический или серый мышьяк. Плотность серого мышьяка равна 5,72 г/см3. При нагревании под нормальным давлением он сублимируется. В отличие от других модификаций, серый мышьяк  обладает металлической электрической проводимостью. В воде мышьяк нерастворим.

### Сурьма
| Sb     | 51 |
| 121,76 |    |
| 5s25p3 |    |
| Сурьма |    |

Сурьма — полуметалл серебристо-белого цвета с синеватым оттенком, грубозернистого строения. Известны четыре металлические аллотропные модификации сурьмы, существующие при различных давлениях, и три аморфные модификации (жёлтая, чёрная и взрывчатая сурьма). Токсична, но в значительно меньшей степени, чем мышьяк. Желтая сурьма образуется при действии кислорода на жидкий SbH3. При нагревании, а также при освещении видимым светом переходит в черную сурьму. Черная сурьма обладает полупроводниковыми свойствами. Взрывчатая сурьма — серебристо-белая, обладает металлическим  блеском. Образуется при электролизе SbCl3 при малой плотности тока. Взрывается при ударе и трении. Взрывчатая сурьма при растирании или ударе со взрывом превращается  в металлическую сурьму. Сурьму вводят в некоторые сплавы для придания им твердости. Сплав, состоящий из сурьмы, свинца и небольшого количества олова, называется типографским металлом или гартом. В своих соединениях сурьма обнаруживает большое сходство с мышьяком, но отличается от него более сильно выраженными металлическими свойствами.

### Висмут
| Bi                 | 83 |
| 208,98038          |    |
| [Xe]4f145d106s26p3 |    |
| Висмут             |    |

Висмут — тяжёлый серебристо-белый металл с розоватым оттенком. Со временем покрывается тёмно-серой оксидной плёнкой. Наряду со свинцом и оловом входит в состав большинства легкоплавких припоев и сплавов для изготовления плавких предохранителей и элементов пожарной сигнализации. Пары висмута ядовиты. Однако, несмотря на то что висмут является тяжелым металлом, токсичность его соединений весьма низка, например, в сравнении с свинцом. Химические свойства весьма сходны с сурьмой и мышьяком, в основном висмут проявляет свойства типичного металла, однако слабые неметаллические свойства тоже есть.

### Московий
| Mc                 | 115 |
| (289)              |     |
| [Rn]5f146d107s27p3 |     |
| Московий           |     |

Московий (лат. Moscovium, Mc) — 115-й химический элемент V группы периодической системы, атомный номер 115, атомная масса 289, наиболее стабильным является нуклид 289Mc (период полураспада оценивается в 156 мс).